# Peam Ro (comuna)
Peam Ro es una comuna (khum) del distrito de Peam Ro, en la provincia de Prey Veng, Camboya. En marzo de 2008 tenía una población estimada de 6982 habitantes.
Se encuentra ubicada al sur del país, a escasa distancia de los ríos Mekong y Bassac, y de la frontera con Vietnam.